# Lomanius rectipes
Lomanius rectipes is een hooiwagen uit de familie Podoctidae.